# Liste der Monuments historiques in Rueil-Malmaison
Die Liste der Monuments historiques in Rueil-Malmaison führt die Monuments historiques in der französischen Gemeinde Rueil-Malmaison auf.

## Liste der Bauwerke
| Bezeichnung                    | Beschreibung | Standort                                                                             | Kennzeichnung | Schutzstatus   | Datum     | Bild           |
| ------------------------------ | ------------ | ------------------------------------------------------------------------------------ | ------------- | -------------- | --------- | -------------- |
| Kaserne Guynemer               |              | Avenue Paul-Doumer (Lage)                                                            | PA00088135    | Classé         | 1974      | weitere Bilder |
| Schloss Malmaison              |              | 12, 13, avenue du Château-de-la-Malmaison 2, rue Charles-Floquet (Lage)              | PA00088170    | Inscrit Classé | 1942 1991 | weitere Bilder |
| Château de la Petite Malmaison |              | 2, avenue Delille 229bis, avenue Napoléon-Bonaparte Rue du Commandant-Jacquot (Lage) | PA00088136    | Classé         | 1995      | weitere Bilder |
| Domäne Fouilleuse              |              | Avenue du Lieutenant-Colonel-de-Montbrison 85–97, avenue de Fouilleuse (Lage)        | PA00088137    | Inscrit        | 1986      |                |
| Domäne Vert-Mont               |              | 10, rue Charles-Floquet 5, avenue Tuck-Stell (Lage)                                  | PA00133015    | Inscrit        | 1994      | weitere Bilder |
| Kirche Saint-Pierre-Saint-Paul |              | Place de l’Eglise (Lage)                                                             | PA00088138    | Classé         | 1941      | weitere Bilder |
| Pferderennbahn                 |              | 22 à 30, rue de l’Yser 99 à 111, rue du Lieutenant-Colonel-de-Montbrison (Lage)      | PA00088139    | Inscrit        | 1986      | weitere Bilder |
| Mausolée du Prince Impérial    |              | 7, avenue Marmontel 19, avenue Vigée-Lebrun (Lage)                                   | PA00135375    | Inscrit        | 1995      | weitere Bilder |
| Temple de l’Amour              |              | Avenue Marmontel avenue Delille (Lage)                                               | PA00088140    | Inscrit        | 1965      | weitere Bilder |

## Liste der Objekte
- Monuments historiques (Objekte) in Rueil-Malmaison in der Base Palissy des französischen Kultusministeriums